# Каргат (река)
Каргат (в горното течение на Каргатенок  ) е река в Новосибирския регион на Русия, десният приток на Чулим, принадлежи към басейна на езерото Чани.
Реката е дълга 387 км, водосборният басейн е 7210 км².
Реката минава покрай град Каргат и селищата Верх-Каргат и Здвинск.

## Етимология
Няма единна гледна точка за произхода на хидронима. Може би името идва от тюркското „коргат“  – „реката, която защитава“. Населението на районите, плащащи данъци, избягва на места, където има гъсти гори, за да се скрие там и да не плаща данъци .

## География
Реката извира от езерото Каргатенок на височина 139 м в южната част на Васюганските блата. 387 км. По-голямата част от речния басейн се намира в степната зона Барабская. Реката се влива в Чулим край село Чулим. Височината на устието е 106 м над морското равнище.
Замръзване от ноември до края на април.
В средата на потока е град Каргат, кръстен на реката. На същото място реката се пресича от Транссибирската железница (участък Омск – Новосибирск ) и магистрала М51.

## Хидрометрия
Наблюденията по река Каргат продължават от 1936 до 2000 г. и се извършват на измервателна станция, разположена в село Здвинск .
Средното ниво на потребление на вода за периода, наблюдаван в Здвинск, е 9,53 м³/сек на дренажна площ от 6440 км², което е около 89% от общата (7200 км²) площ на речния басейн .

## Данни от водния регистър
Според данните от държавния воден регистър на Русия реката принадлежи към басейна на района Верхнеобск, речният басейн на реката е вътрешна дренажна зона между реките Об и Иртиш.